# Codificación multivista
La codificación multivista (en inglés MVC, Multiview Video Coding) es una extensión de ITU-T H.264 Advanced Video Coding (AVC) que permite la codificación digital de diferentes secuencias capturadas de forma simultánea desde múltiples cámaras para poder almacenarlas y transmitirlas en un único flujo. 
- Esquema

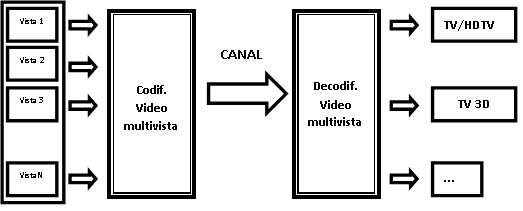
Codificador vídeo multivista.

El objetivo principal es comprimir la información para que pueda ser almacenada o transmitida ocupando el mínimo espacio posible.
Para que el espectador pueda ver la escena tridimensionalmente es necesario que se transmitan múltiples vistas de la misma escena. Por este motivo, y debido a que codificar las secuencias grabadas por cada cámara independientemente requería demasiados recursos, se estudiaron diferentes soluciones dentro del contexto H.264/AVC, llegando al final a la codificación multivista.
Tal como se puede observar en la figura, el codificador multivista recibe N secuencias de vídeo sincronizadas temporalmente y genera un único flujo que es almacenado o transmitido a través del canal hasta llegar al decodificador. Dicho decodificador se encarga de recibir el flujo de bits, decodificarlo y obtener las N señales de vídeo resultantes. 
- Codificación

La codificación multivista parte del esquema general del codificador de vídeo H.264/MPEG-4 AVC y añade la doble dimensión temporal y espacial para la predicción de imágenes. 
En otras palabras, consigue un nivel de compresión mejor utilizando la redundancia espacial y temporal existente entre las secuencias obtenidas por las diferentes cámaras, es decir, aprovechando la gran similitud existente entre ellas.

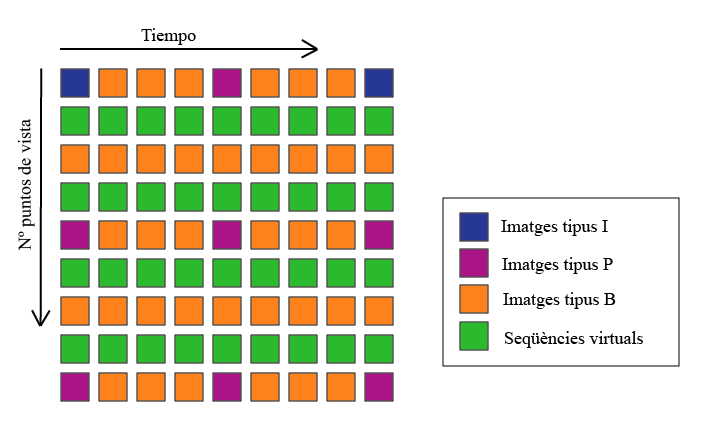
Estructura predicción.

En la figura se puede observar una muestra de una posible estructura de predicción, donde las imágenes no se predicen únicamente partiendo de las imágenes anteriores y posteriores temporalmente, sino que además se utilizan las imágenes espacialmente vecinas. 
Las imágenes I, P y B son las imágenes que se codifican por sí mismas, se predicen por extrapolación y se predicen por interpolación respectivamente.
Existen diferentes estructuras de predicción considerando diferentes dependencias espaciales y temporales. La elección de la estructura de predicción afecta en el retardo, las características de la memoria, o el acceso aleatorio a una determinada imagen, por lo que al final, el esquema de predicción puede llegar a ser mucho más complejo que el que muestra la figura. 
Por este motivo se han propuesto nuevas herramientas de predicción que se puedan combinar con cualquier estructura de predicción. Algunas de estas técnicas son por ejemplo la compensación de iluminación, la predicción de vectores de movimientos y disparidad, o la interpolación de puntos de vista.
- Funcionalidades

MVC está destinado a utilizarse en la codificación estereoscópica de vídeo, así como en televisión permitiendo una selección interactiva de ángulos de visión y en la televisión 3D (3D TV) ofreciendo una impresión de profundidad 3D de la escena.
Además se ha incorporado como codificador en las nuevas especificaciones del disco Blu-ray 3D, sin duda un gran avance para las experiencias 3D.
- Datos: Q8347418